# Fernanda Montenegro
Fernanda Montenegro is de artiestennaam van de Portugees-Braziliaanse actrice Arlete Pinheiro Esteves da Silva (Rio de Janeiro, 16 oktober 1929).
Zij werd in 1999 genomineerd voor onder meer een Academy Award en een Golden Globe voor haar hoofdrol als Isadora in de dramafilm Central do Brasil. Meer dan vijftien andere filmprijzen werden haar daadwerkelijk toegekend, waaronder een Zilveren Beer en een National Board of Review Award (beide voor Central do Brasil).
Montenegro maakte in 1955 haar officiële film- en acteerdebuut in Mãos Sangrentas, hoewel ze daarin wel te horen, maar niet te zien is. Tien jaar en verschillende rollen in telenovela's later was ze voor het eerst te zien op het witte doek, als Zulmira in A Falecida. Montenegro speelde vervolgens meer dan twintig andere filmrollen, waarbij ze met die in Central do Brasil de eerste Braziliaanse actrice ooit werd die werd genomineerd voor een Academy Award.

## Filmografie (selectie)

Fernanda Montenegro, 1967.

| - Ainda Estou Aqui (2024) - Boa Sorte (2013) - Love in the Time of Cholera (2007) - Casa de Areia (2005) - Redentor (2004) - Olga (2004) - O Outro Lado da Rua (2004) - O Auto da Compadecida (2000) - Gêmeas (1999) - Traição (1998) - Central do Brasil (1998) - O Que É Isso, Companheiro? (1997) - Veja Esta Canção (1994) - Fogo e Paixão (1988) | - Trancado por Dentro (1986) - A Hora da Estrela (1985) - Eles Não Usam Black-Tie (1981) - Tudo Bem (1978) - Marília e Marina (1976) - Joanna Francesa (1975, stem) - Missa do Galo (1974) - A Vida de Jesus Cristo (1971) - Pecado Mortal (1970) - Em Família (1970) - Minha Namorada (1970) - A Falecida (1965) - Mãos Sangrentas (1955, stem) |

## Privé
Montenegro trouwde in 1954 met de Braziliaanse acteur en regisseur Fernando Torres, met wie ze dochter Fernanda (actrice) en zoon Cláudio kreeg. Tijdens hun huwelijk speelden ze samen in de films Marília e Marina, Tudo Bem, Veja Esta Canção en Redentor. Montenegro en Torres bleven samen tot aan zijn overlijden in 2008.
- Bibsys: 8029742
- Bibliothèque nationale de France: cb14208152h (data)
- Gemeinsame Normdatei: 132797542
- International Standard Name Identifier: 0000 0001 0922 6485
- Library of Congress Control Number: n86021554
- Nationale Bibliotheek van Israël: 987007460023405171
- Nationale Bibliotheek van Polen: a0000001841321
- Nederlandse Thesaurus van Auteursnamen: 189036915
- Système universitaire de documentation: 05962213X
- Virtual International Authority File: 88080777
- WorldCat: E39PBJgCMQDdPVQGcBWThHxYyd